# Serra dos Carajás
Pour les articles homonymes, voir Serra et Carajas.
La serra dos Carajás est une formation montagneuse située dans l'État du Pará au Brésil.
Dans cette montagne se situe des gisements miniers très important de fer, manganèse, cuivre et or.
Le gisement de la serra dos Carajás, qui contient 18 milliards et demi de tonnes, les plus grosses réserves de minerai ferreux du monde, place le Brésil au deuxième rang des producteurs de fer.
Plusieurs espèces animales et végétales ont été découvertes dans la serra dos Carajás, et certaines d'entre elles ont reçu l'épithète spécifique carajas.